# Foios (Sabugal)
Cet article concerne la commune portugaise. Pour la commune espagnole, voir Foios.
 (janvier 2020).
- Si vous ne connaissez pas le sujet, laissez ce bandeau (vous pouvez alors contacter les auteurs).
- Si vous supprimez le contenu mis en cause (vous pouvez préalablement contacter les auteurs),

argumentez précisément cette suppression dans la page de discussion
(un manque de référence n'est pas un argument ; une recherche réelle de référence doit avoir été effectuée, être formellement documentée).
 (septembre 2022).
Si vous disposez d'ouvrages ou d'articles de référence ou si vous connaissez des sites web de qualité traitant du thème abordé ici, merci de compléter l'article en donnant les références utiles à sa vérifiabilité et en les liant à la section « Notes et références ».
Foios est une commune portugaise du canton de Sabugal située à la frontière avec l'Espagne, dont le nom serait à lié à celui des anciens pièges à loups. En 2011, elle compte 362 habitants.  

## Étymologie
Son nom a pour origine l’appellation des anciens pièges à loups, qui s’appelaient Fóios[réf. nécessaire].

## Démographie
| Population de la commune de Fóios | Population de la commune de Fóios | Population de la commune de Fóios | Population de la commune de Fóios | Population de la commune de Fóios | Population de la commune de Fóios | Population de la commune de Fóios | Population de la commune de Fóios | Population de la commune de Fóios | Population de la commune de Fóios | Population de la commune de Fóios | Population de la commune de Fóios | Population de la commune de Fóios | Population de la commune de Fóios | Population de la commune de Fóios |
| --------------------------------- | --------------------------------- | --------------------------------- | --------------------------------- | --------------------------------- | --------------------------------- | --------------------------------- | --------------------------------- | --------------------------------- | --------------------------------- | --------------------------------- | --------------------------------- | --------------------------------- | --------------------------------- | --------------------------------- |
| 1864                              | 1878                              | 1890                              | 1900                              | 1911                              | 1920                              | 1930                              | 1940                              | 1950                              | 1960                              | 1970                              | 1981                              | 1991                              | 2001                              | 2011                              |
| 451                               | 499                               | 610                               | 644                               | 725                               | 672                               | 774                               | 955                               | 1 003                             | 818                               | 484                               | 471                               | 454                               | 410                               | 362                               |

## Patrimoine
- Église
- Campanile
- Fontaines
- Four communautaire
- Calvaire
- Musée rural
- Vestiges archéologiques
- Baignade sur la rivière Côa

## Fêtes
- Fête du Saint-Sacrement - 3ème dimanche d'août
- Fêtes de São Pedro - Le lendemain de Saint-Sacrement  (lundi)
- Capeia arraiana (corrida sans mise à mort) - Mardi après le 3e dimanche d'août